# União Recreativa Cadima
A União Recreativa Cadima é um clube de futebol português, localizado na freguesia de Cadima, município  de Cantanhede, distrito de Coimbra, sendo fundado em 1959.
Mantém em atividade:
- Futebol 11 Sénior Distrital
- Futebol 11 Feminino Nacional
- Teatro Amador
- Natação de Manutenção
- Ginástica de Manutenção
- Classe de Hip-Hop

## Ligas
- 2008-2009 - I Divisão Distrital Associação de Futebol de Coimbra.
- 2008-2009 - Campeonato Nacional II Divisão Futebol Feminino
- 2009-2010 - I Divisão Distrital Série-B Associação de Futebol de Coimbra
- 2009-2010 - Campeonato Nacional I Divisão Futebol Feminino